# Lophophora diffusa
Lophophora diffusa är en kaktusväxtart som först beskrevs av Léon Camille Marius Croizat, och fick sitt nu gällande namn av Bravo. Lophophora diffusa ingår i släktet Lophophora och familjen kaktusväxter. Inga underarter finns listade i Catalogue of Life.

## Bildgalleri

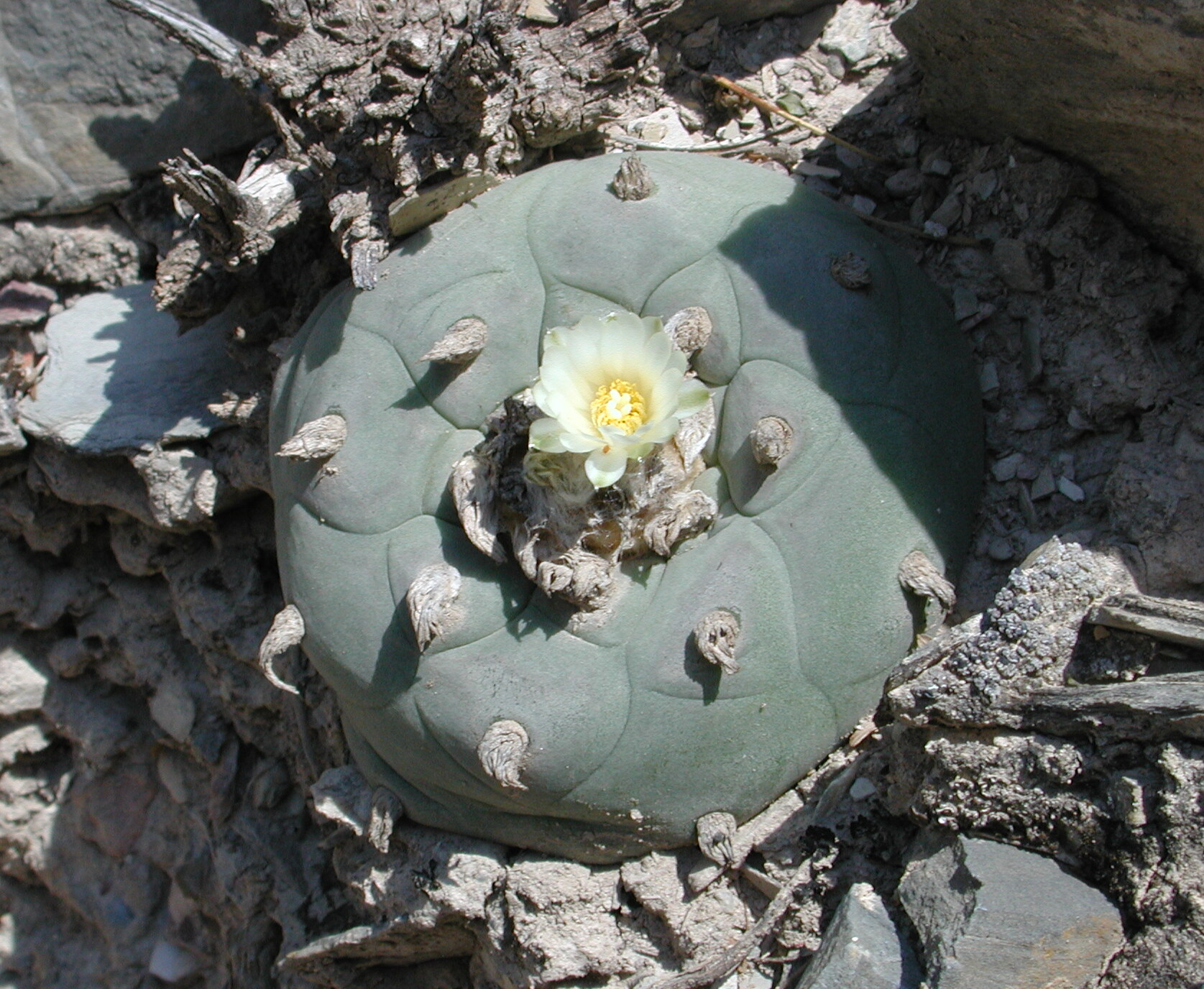
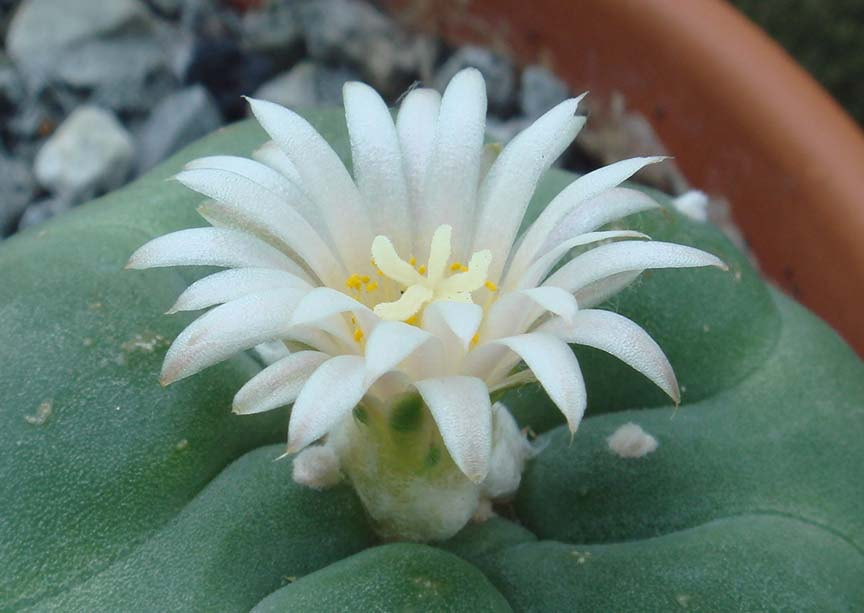
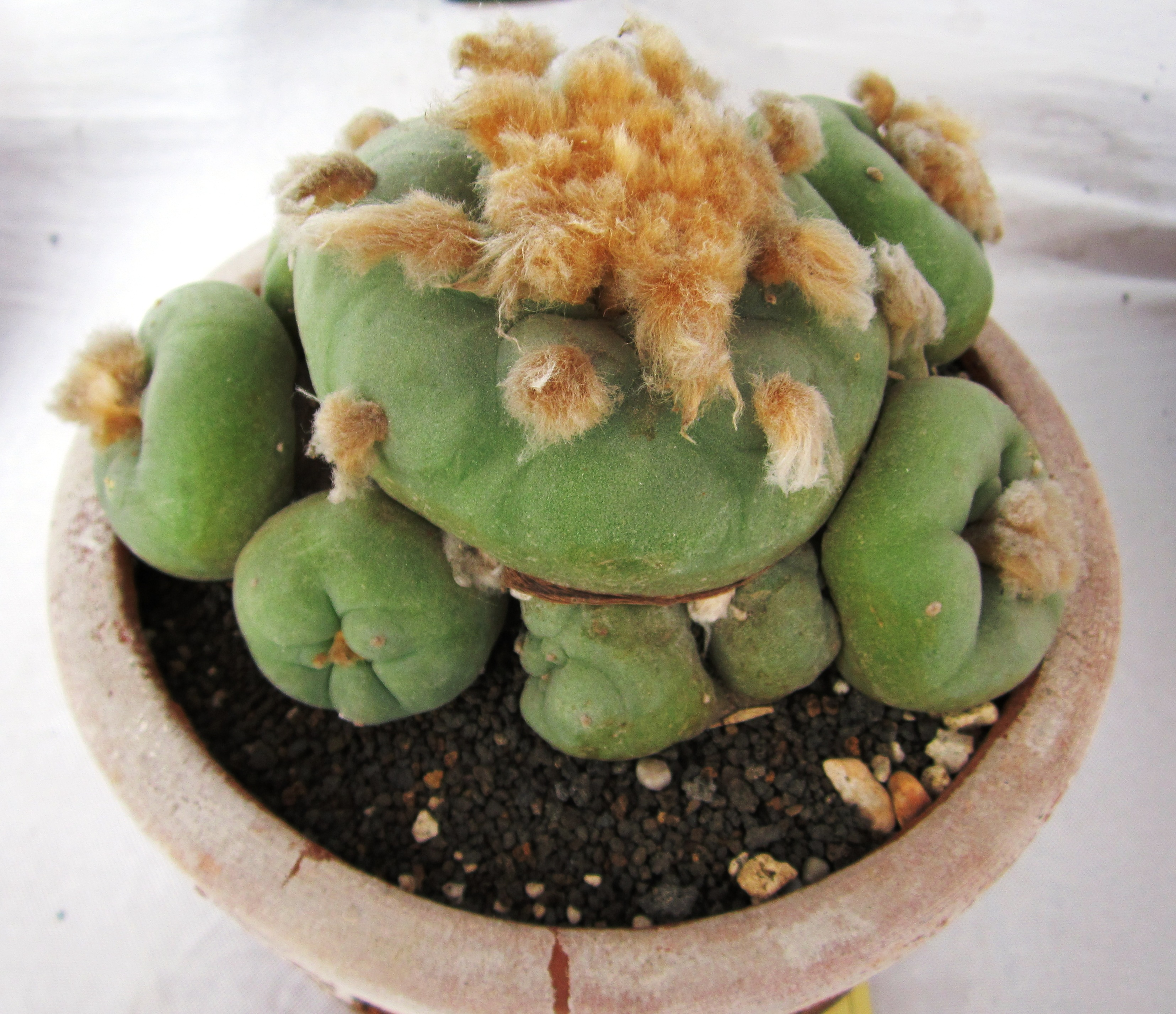